# Rozsdaszínű gyöngyházlepke
A rozsdaszínű gyöngyházlepke (Brenthis hecate) a tarkalepkefélék (Nymphalidae) családjához tartozó helikonlepkék (Heliconiinae) alcsalád, Argynnini nemzetség, Brenthis nem egyik faja. Neme (Brenthis) a gyöngyházlepkék parafiletikus csoportjának tagja.
Magyarországon főként a hegy- és dombvidékeken él. Száraz réteken, sziklalejtőkön júniusban sokfelé elterjedt és gyakori, sőt, rajzási idejében sok helyütt domináns lepkefaj. Évente egy nemzedéke repül, júniusban.

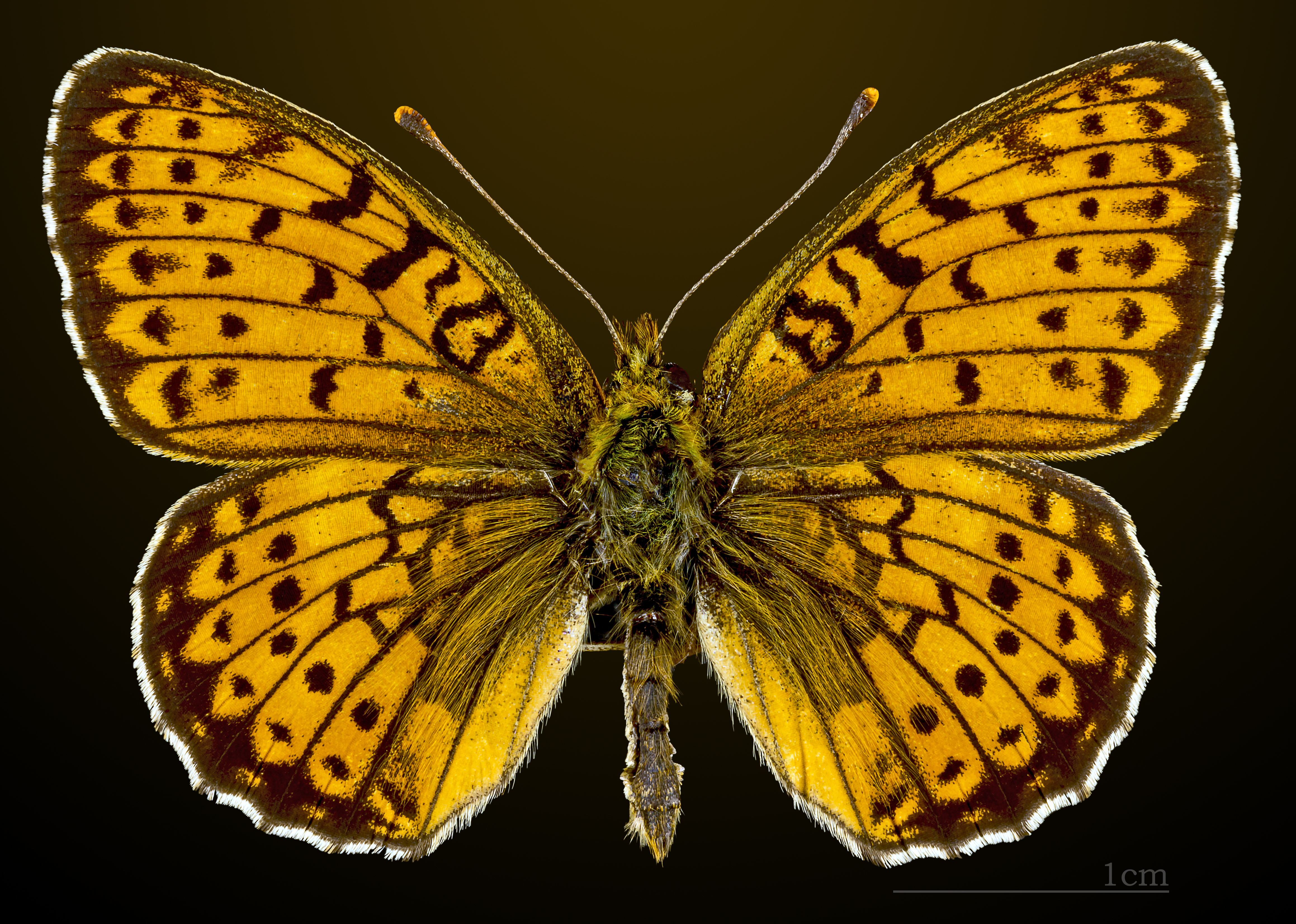
Rozsdaszínű gyöngyházlepke
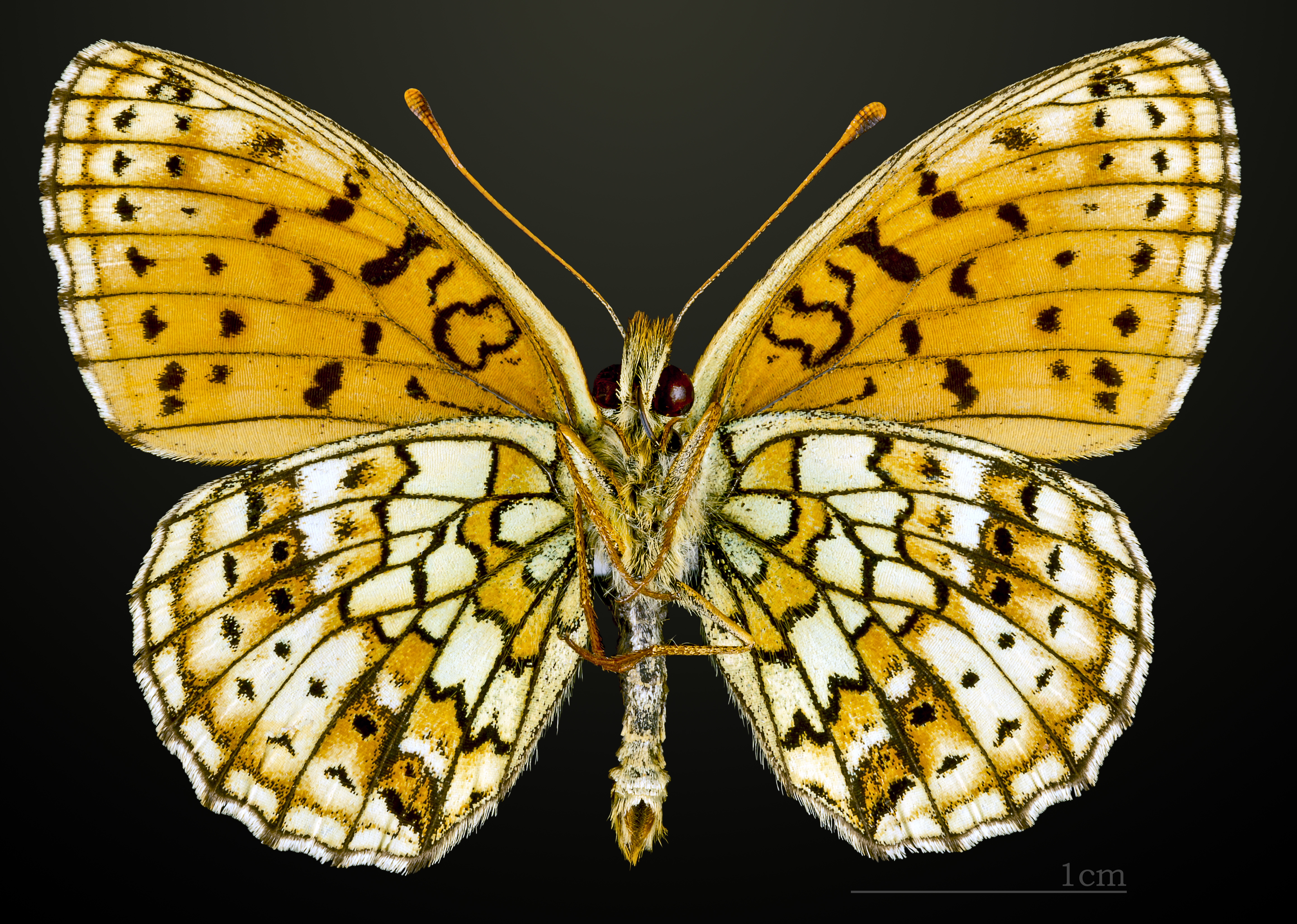
△ Rozsdaszínű gyöngyházlepke